# Petrilla Aladár
Petrilla Aladár, teljes nevén Petrilla Aladár István (Lőcse, 1903. január 29. – Budapest, 1968. július 5.) orvos, epidemiológus, egyetemi magántanár, az orvostudományok kandidátusa (1953).

## Élete
Petrilla István (1875–1920) állampénztári adótiszt, főhadnagy és Wissinger Karolina (1872–1954) fiaként született. Apja orosz hadifogságban halt meg. Középiskolai tanulmányait 1913-ban a Lőcsei Királyi Katolikus Főgimnáziumban kezdte. A Budapesti I. kerületi Magyar Királyi Állami Főgimnáziumban érettségizett (1921). A budapesti Pázmány Péter Tudományegyetem Orvostudományi Karán 1927. november 16-án avatták orvosdoktorrá.
1927–1928-ban a Szent László Kórházban a fertőző betegségek gyógytanával foglalkozott. 1928-tól 1960-ig az Országos Közegészségügyi Intézetben dolgozott: 1931-től adjunktusként; később a járványügyi osztály vezetőjeként.
1934-ben tisztiorvosi végzettséget szerzett. Két évvel később kinevezték közegészségügyi felügyelővé. 1943-ban a Kolozsvári Magyar Királyi Ferenc József Tudományegyetemen A heveny fertőző betegségek járványtana című tárgykörből egyetemi magántanárrá habilitálták. 1948-ban a budapesti Pázmány Péter Tudományegyetem Orvostudományi Karán megerősítették ebben a minőségében. 1949 októberében megválasztották a Tisztiorvosi Vizsga Bizottság rendes tagjává, azonban a következő év februárjában felmentették.
1960-tól a Fővárosi Közegészségügyi-Járványügyi Állomás, majd 1963-tól váratlanul bekövetkezett haláláig a Pest megyei Közegészségügyi-Járványügyi Állomás epidemiológusaként tevékenykedett. 
Elsősorban a fertőző betegségek gyógyítási módszereinek kidolgozásával foglalkozott. Fő munkaterülete a járványügyi gyakorlat tudományos megalapozása, a korszerű járványvédelem kialakítása, Magyarország egészségügyi statisztikájának kidolgozása és értékelése volt.
A Farkasréti temetőben nyugszik.

### Családja
Házastársa jószási Purgly Pálma Gizella Alojzia Katalin Mária (1903–1986) volt, jószási Purgly László állampénztári tanácsos és palotási Világhy Pálma lánya, akivel 1935. március 21-én Budapesten kötött házasságot. Gyermekük: Petrilla Mária (1941), Nagy Antal (1948) mérnök felesége. Unokájuk: Nagy Krisztina (1972).

## Főbb művei
- Bacillus gazdák által fenntartott falusi typhus endemia. (Orvosi Hetilap, 1932, 36.)
- A typhus abdominalis járványgörbéje és az időjárás. (Orvosi Hetilap, 1934, 23.)
- Kútvíz okozta typhusjárvány érdekes esete. II. rész. Stiller Jolánnal, Horváth Dezsővel. (Népegészségügy, 1935, 13.)
- A kórházi elkülönítés szerepe a typhus abd. epidemiológiájában. (Népegészségügy, 1935, 15.)
- A hazánkban leggyakoribb typhus járványokról. (Népegészségügy, 1935, 19.)
- Magyarország 1934. évi végleges népmozgalmi adatai. (Népegészségügy, 1935, 23.)
- Mikor várható a legközelebbi poliomyelitis anterior acuta járvány? (Orvosi Hetilap, 1936, 13.)
- Magyarország népesedési viszonyai 1920-tól 1932-ig. Előszavát írta Scholtz Kornél. Budapest, 1936
- A kiütéses typhus időszerű kérdései. (Orvosképzés, 1943, 2.)
- A járványok keletkezése. (Orvosképzés, 1943, 5–6.)
- Közegészségügyi statisztika I–II., Budapest, 1943
- A typhus abdominalis letalitása. Reinhardt Ottóval. (Orvosok Lapja, 1945, 6.)
- A háború járványügyi vonatkozásai. (Orvosok Lapja, 1946, 12.)
- A diftéria ellenes védőoltások eredménye. (Orvosok Lapja, 1947, 18.)
- A »járvány« fogalma. (Orvosok Lapja, 1947, 38.)
- A gyermekbénulás elleni védekezés. (Népegészségügy, 1947, 46.)
- Az 1947. év járványügyi mérlege. (Orvosok Lapja, 1948, 12.)
- Virus-pneumonia járvány Magyarországon. (Orvosok Lapja, 1948, 20.)
- Részletes járványtan. Budapest, 1954
- A pertussis ellenes védőoltások eredménye. Barsy Gyulával. (Orvosi Hetilap, 1957, 34.)
- Az 1957. évi ú. n. „ázsiai” influenza járvány. (Orvosi Hetilap, 1958, 30.)
- Az 1957. évi poliomyelitis ellenes védőoltások eredménye. (Orvosi Hetilap, 1958, 35.)
- Adatok a hepatitis epidemica magyarországi járványtanához. Solt Katalinnal, Vedres Istvánnal. (Orvosi Hetilap, 1959, 19.)
- A tetanus elleni védőoltások eredménye. (Orvosi Hetilap, 1960, 32.)
- Fertőzéses eredetű enterocolitisek néhány járványtan kérdése. (Orvosi Hetilap, 1964, 38.)
- Epidemiologie des Keuchhustens. Jena, 1969

## Díjai, elismerései
- Kiváló orvos (1953)